# 3e régiment de grenadiers de la Garde « reine Élisabeth »
Pour les articles homonymes, voir 3e régiment.
Le 3e régiment de grenadiers de la Garde « reine Élisabeth » est une unité d'infanterie de l'armée prussienne.

## Histoire
La formation a lieu dans le cadre de la réforme de l'armée de Roon de 1860. Par AKO du 28 juin 1859, le 1er régiment combiné de grenadiers est créé le 5 mai 1860 (jour de fondation) à partir des bataillons de base de la Landwehr de Görlitz (1er bataillon), Breslau (2e bataillon) et de Lissa (fusiliers) du 3e régiment de Landwehr de la Garde. Le régiment est affecté à la garnison de Breslau. Dans les années qui suivent, la dénomination du régiment change. Tout d'abord, à partir du 4 juillet 1860, l'unité porte le nom de 3e régiment de grenadiers de la Garde. Le 18 octobre 1861, la reine Élisabeth de Prusse est nommée chef du régiment. À partir de cette date, l'unité porte le nom de 3e régiment de grenadiers de la Garde « reine Élisabeth ».
Le district de recrutement est celui des 5e et 6e corps d'armée.
De 1893 à 1896, une nouvelle caserne pour le régiment est construite à Berlin-Charlottenbourg (Westend, Soorstraße / Königin-Elisabeth-Straße / Häselerstraße).

### Guerre des Duchés
- Escarmouches à Heisekro et Stoukrup
- Fredericia, Horsens, trois drapeaux sont capturés à la redoute de Düppel.

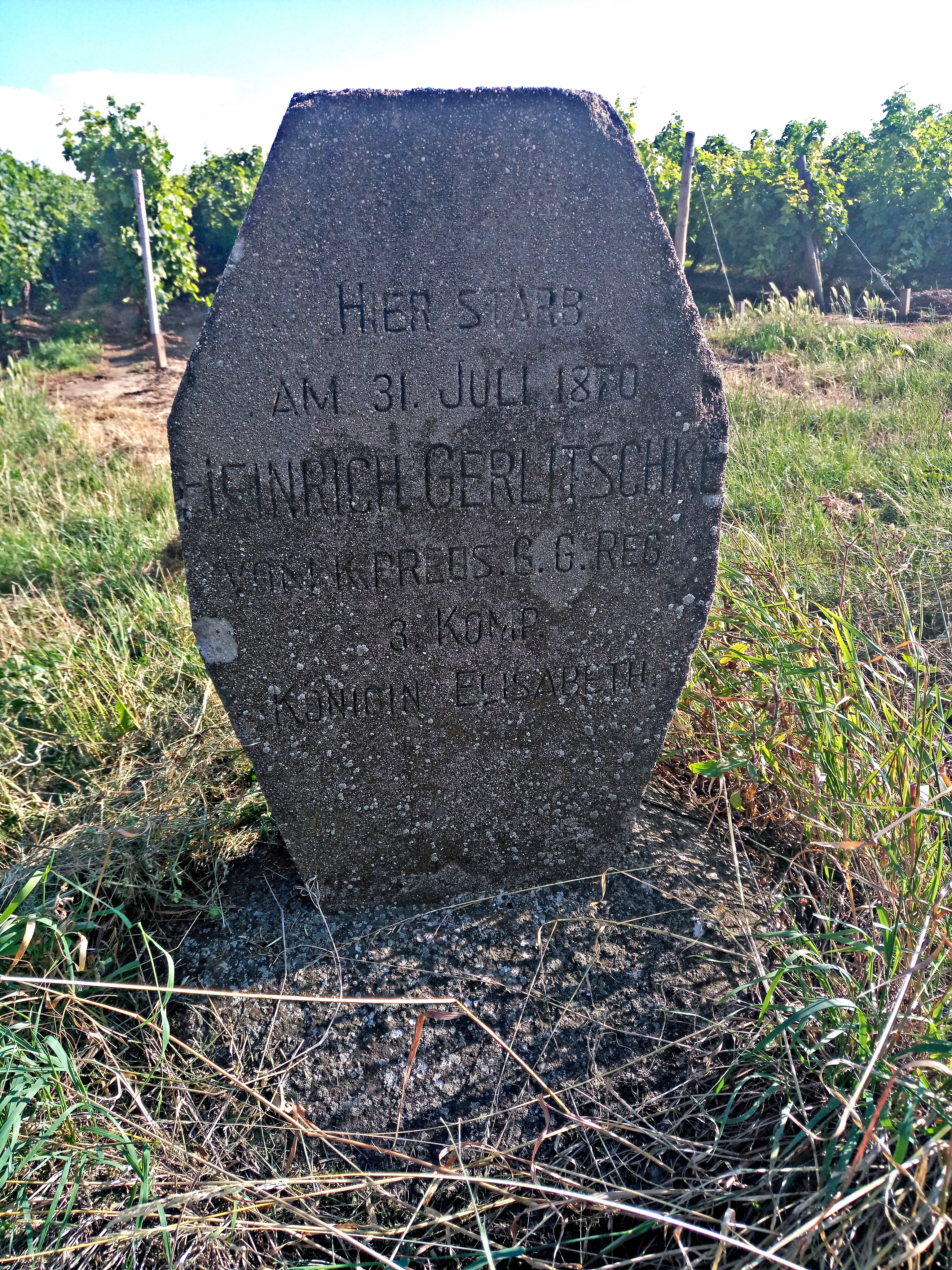
Cénotaphe pour le grenadier Heinrich Gerlitschke, à Dirmstein, 1870

### Guerre austro-prussienne
Dans le cadre de la 2e armée, le régiment participe à la bataille de Trautenau pendant la guerre austro-prussienne. Les grenadiers réussissent à s'emparer d'un drapeau près d'Alt-Rognitz. Il participe à la bataille de Sadowa et occupe la ville de Dresde, résidence de la Saxe, du 21 août 1866 au 27 mai 1867.

### Guerre franco-prussienne
Dans la guerre contre la France, l'unité est d'abord utilisée à la bataille de Saint-Privat, puis combat le 1er septembre 1870 à Sedan et participe au siège de Paris du 19 septembre 1870 au 28 janvier 1871. Pendant cette période, une partie du régiment est engagée dans les combats du Bourget.
Pendant le déploiement, le régiment est transporté sur un trajet en train de 65 heures de Breslau à Mannheim, où il arrive dans la nuit du 31 juillet 1870. De là, il doit se rendre à pied, à marches forcées, jusqu'à la frontière française près de Sarrebruck. Ce jour-là, aux abords de Dirmstein, en direction d'Obersülzen, 3 grenadiers sont morts d'insolation. Il existe encore aujourd'hui des cénotaphes pour deux d'entre eux à Dirmstein (de), leur tombe actuelle se trouve dans le cimetière d'Obersülzen.

### Après-guerre
Après l'armistice de Compiègne, les restes du régiment rentrent en Empire allemand et sont démobilisés à partir du 13 décembre 1918 à Berlin-Charlottenbourg. Diverses formations libres sont formées à partir de parties du régiment. En janvier 1919, un détachement de volontaires/3e régiment de grenadiers de la Garde (également appelé compagnie de volontaires "Élisabeth") est formé pour être engagé dans la 1re division de réserve de la Garde dans les États baltes. D'autres éléments rejoignent les détachements de volontaires "von Oven" et "Schauroth" ainsi que le bataillon de garde Kolberg de l'OHL dans la Garde-frontière Est.
La tradition est reprise dans la Reichswehr par décret du 24 août 1921 du chef du commandement de l'armée, le général d'infanterie Hans von Seeckt, par la 5e compagnie du 5e régiment (prussien) d'infanterie à Prenzlau. Dans la Wehrmacht, l'état-major du régiment ainsi que les 13e et 14e compagnies du 67e régiment d'infanterie continuent à la perpétuer.

## Chef de régiment
Après la mort du premier chef du régiment, la reine Élisabeth de Prusse (1801-1873), Guillaume II confie cette dignité à la princesse héritière Sophie de Grèce le 20 mai 1898.

## Commandants
| Grade                | Nom                                        | Date                               |
| -------------------- | ------------------------------------------ | ---------------------------------- |
| Oberst               | Karl von Winterfeld                        | 1er juillet 1860 au 12 août 1864   |
| Oberst               | Gustav von Pritzelwitz                     | 13 août 1864 au 29 octobre 1866    |
| Oberst               | Wilhelm von Döring (de)                    | 30 octobre 1866 au 13 juillet 1870 |
| Oberst               | Konrad von Zaluskowski                     | 14 juillet au 30 octobre 1870      |
| Oberst               | Julius von Sommerfeld                      | 11 décembre 1870 au 9 février 1872 |
| Oberst               | Oskar von Meerscheidt-Hüllessem            | 10 février 1872 au 15 octobre 1874 |
| Oberst               | Sigismund von Schlichting                  | 27 octobre 1874 au 11 mars 1878    |
| Oberst               | Eduard von Stocken (de)                    | 12 mars 1878 au 16 août 1882       |
| Oberst               | Arthur von Kretschmann (de)                | 17 août 1882 au 11 janvier 1884    |
| Oberst               | Leo von Beczwarzowsky (de)                 | 12 janvier 1884 au 4 février 1887  |
| Oberst               | Ferdinand von Lütcken (de)                 | 5 février 1887 au 26 janvier 1890  |
| Oberst               | Anton Herwarth von Bittenfeld              | 27 janvier 1890 au 24 mars 1893    |
| Oberst               | Mortimer von Buddenbrock-Hettersdorff (de) | 25 mars 1893 au 16 décembre 1896   |
| Oberst               | Paul von Ploetz                            | 17 décembre 1896 au 11 août 1898   |
| Oberst               | Moriz von Lyncker                          | 27 août 1898 au 24 août 1901       |
| Oberst               | Wilhelm von und zu Egloffstein (de)        | 24 août au 24 septembre 1901       |
| Oberst               | Fritz von Below                            | 14 novembre 1901 au 23 août 1904   |
| Oberst               | Hermann von François                       | 24 août 1904 au 17 novembre 1907   |
| Oberst               | Arnold von Winckler                        | 18 novembre 1907 au 21 mars 1910   |
| Oberst               | Georg von Oppen                            | 22 mars au 2 octobre 1910          |
| Oberst               | Adolf Wild von Hohenborn                   | 3 octobre 1910 au 5 avril 1912     |
| Oberst               | Richard von Brauchitsch                    | 6 avril 1912 au 2 août 1914        |
| Oberst               | Gustav Böhm                                | 2 août 1914 au 23 mars 1916        |
| Oberst               | Karl von Fabeck                            | 24 mars au 2 juillet 1916          |
| Oberstleutnant       | Gerhard von Heymann                        | 3 juillet au 19 octobre 1916       |
| Major                | Siegfried zu Eulenburg-Wicken              | 20 octobre au 5 novembre 1916      |
| Major/Oberstleutnant | Heinrich von Hadeln (de)                   | 6 novembre 1916 au 20 janvier 1919 |
| Oberst               | Gerhard von Heymann                        | 21 janvier au 30 avril 1919        |

## Uniforme
Le régiment porte le nom de « Reine Élisabeth » avec la couronne royale sur les rabats jaunes des aisselles, ainsi que des revers brandebourgeois avec des plaques de manches bleu foncé et des boutons jaunes. Les officiers ont deux galons dorés galbés avec des grenades brodées de chaque côté du col.